# Akshobhya

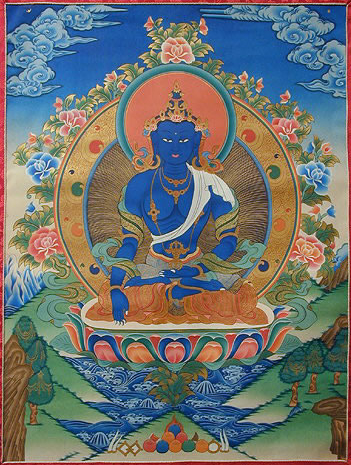
Thangka av Akshobhya Buddha

Akshobhya är en buddha inom mahayana och vajrayana som sägs leva i buddhafältet Abhirati. Han är främst viktig för vajrayana/tantrisk buddhism, där han är en central del av många tantror, och dessutom är en av de fem dhyanibuddhorna.
I mahayanasutran Akșobhyavyūha sägs det att en munk utan namn möter en buddha som kallades "Stora ögon". Munken berättar för buddhan att han avsåg att bli en buddha han också. Buddhan avråder först munken från att gå bodhisattvavägen, då den är mycket lång och påfrestande. Men munken ändrar sig inte, och avlägger ett antal löften, bland annat om att aldrig mer bli arg. En annan munk som blev imponerad av dessa löften föreslog att munken skulle kallas för Akșobhya, som betyder "den orubbade". Aksobhya fortsätter därefter med att avlägga ännu fler löften, och till slut mottar han även en förutsägelse från Buddha Stora Ögon att Aksobhya i framtiden kommer att bli en buddha. Sutran fortsätter sedan med att redogöra för Aksobhyas långa väg mot buddhaskap. Efter omätbart lång tid som en bodhisattva blev han till slut en buddha, och bildade buddhafältet Abhirati.

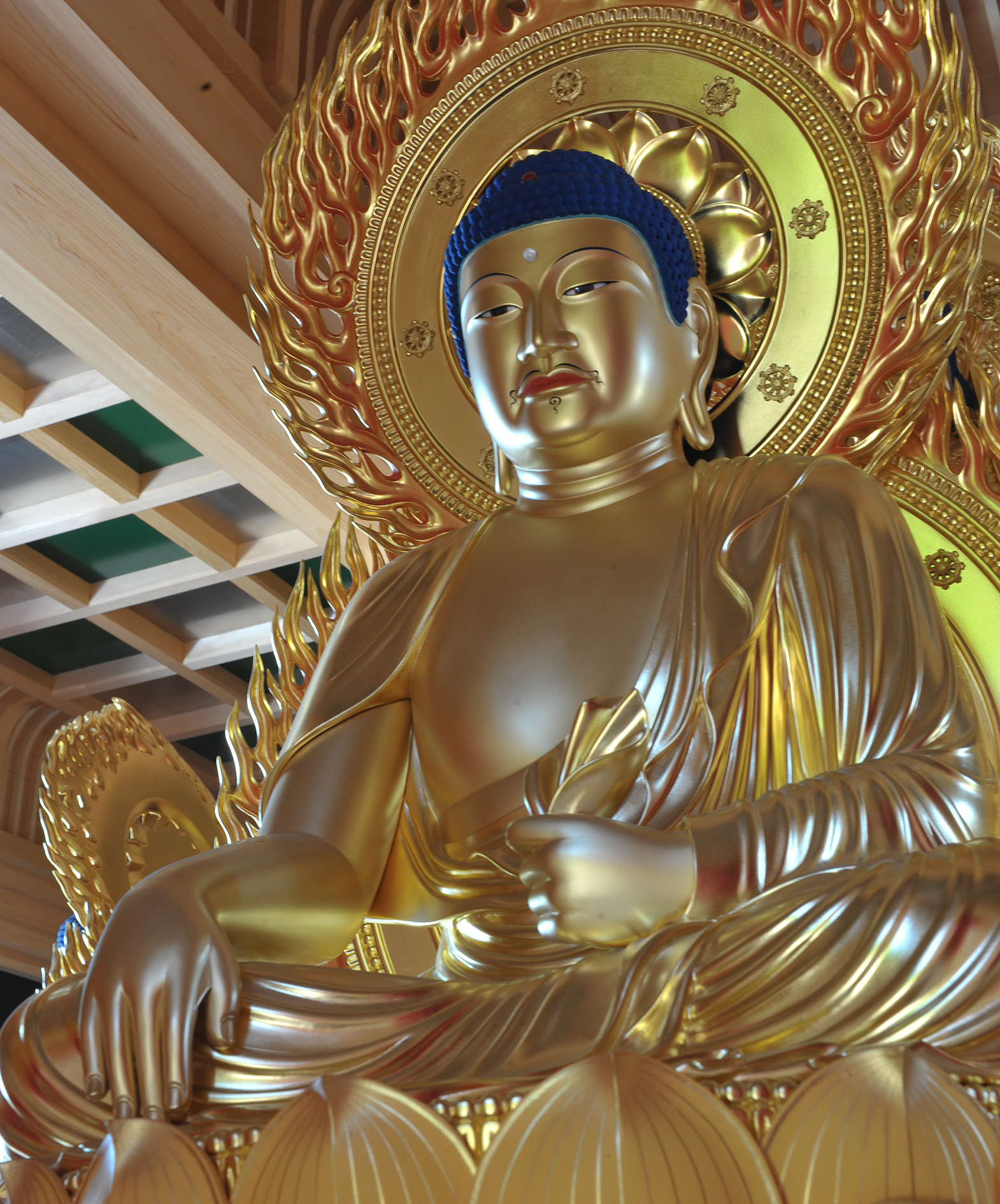
Renge-in Tanjō-ji